# Рівняння Блоха
Рівняння Блоха — феноменологічні рівняння, що описуть еволюцію намагніченості у системах із двома часами релаксації. Вони широко використовуються в теорії ядерного магнітного резонансу, ядерної магнітної томографії та електронного парамагнітного резонансу. Рівняння запропонував 1946 року Фелікс Блох. Аналог рівнянь Блоха, що використовується в оптиці, називають рівняннями Максвелла — Блоха.

## Рівняння Блоха в лабораторній системі відліку
Нехай M(t) = (Mx(t), My(t), Mz(t)) є ядерною намагніченістю. Тоді рівняння Блоха записуються:
{\displaystyle {\frac {dM_{x}(t)}{dt}}=\gamma (\mathbf {M} (t)\times \mathbf {B} (t))_{x}-{\frac {M_{x}(t)}{T_{2}}},}
{\displaystyle {\frac {dM_{y}(t)}{dt}}=\gamma (\mathbf {M} (t)\times \mathbf {B} (t))_{y}-{\frac {M_{y}(t)}{T_{2}}},}
{\displaystyle {\frac {dM_{z}(t)}{dt}}=\gamma (\mathbf {M} (t)\times \mathbf {B} (t))_{z}-{\frac {M_{z}(t)-M_{0}}{T_{1}}},}
де {\displaystyle \gamma } — гіромагнітне співвідношення, а {\displaystyle \mathbf {B} (t)=(B_{x}(t),B_{y}(t),B_{0}+\Delta B_{z}(t))} — магнітне поле, що діє на ядро.
z-ва складова магнітного поля B часто є сумою двох членів:
- перший, {\displaystyle B_{0}}, сталий у часі,
- інший, {\displaystyle \Delta B_{z}(t)}, може залежати від часу. У магнітно-резонансній томографії він допомагає декодувати сигнал ЯМР.

M(t) × B(t) позначає векторний добуток.
M0 є постійною намагніченістю, що орієнтована вздовж осі z. T1 та T2 - часи релаксації, поздовжньої та поперечної.
Без врахування релаксації (в граничному випадку {\displaystyle T_{1},T_{2}\rightarrow \infty } рівняння спрощується до 
{\displaystyle {\frac {d\mathbf {M} (t)}{dt}}=\gamma \mathbf {M} (t)\times \mathbf {B} (t)},
що описує Ларморову прецесію намагніченості.   
У матричній формі рівняння мають вигляд:
{\displaystyle {\frac {d}{dt}}\left({\begin{array}{c}M_{x}\\M_{y}\\M_{z}\end{array}}\right)=\left({\begin{array}{ccc}-{\frac {1}{T_{2}}}&\gamma B_{z}&-\gamma B_{y}\\-\gamma B_{z}&-{\frac {1}{T_{2}}}&\gamma B_{x}\\\gamma B_{y}&-\gamma B_{x}&-{\frac {1}{T_{1}}}\end{array}}\right)\left({\begin{array}{c}M_{x}\\M_{y}\\M_{z}\end{array}}\right)+\left({\begin{array}{c}0\\0\\{\frac {M_{0}}{T_{1}}}\end{array}}\right)}
Рівняння Блоха є макроскопічними, тобто вони описують усереднену намагніченість великого числа ядер.

## Рівняння Блоха в системі відліку, що обертається
Вектор намагніченості обертається з ларморовою частотою в постійному магнітному полі. Тому рівняння Блоха набувають зручної форми в такій системі відліку. Зокрема, якщо не враховувати поперечну релаксацію, поперечна складова намагніченості залишається сталою.
У змінному поперечному полі, що задається формулами
{\displaystyle B_{x}(t)=B_{1}\cos \omega t}
{\displaystyle B_{y}(t)=-B_{1}\sin \omega t}
{\displaystyle B_{z}(t)=B_{0}},
вводячи позначення {\displaystyle \epsilon =\gamma B_{1}} та {\displaystyle \Delta =\gamma B_{0}-\omega ,}
матрична форма рівнянь Блоха набирає вигляду
{\displaystyle {\frac {d}{dt}}\left({\begin{array}{c}M'_{x}\\M'_{y}\\M'_{z}\end{array}}\right)=\left({\begin{array}{ccc}-{\frac {1}{T_{2}}}&\Delta &0\\-\Delta &-{\frac {1}{T_{2}}}&\epsilon \\0&-\epsilon &-{\frac {1}{T_{1}}}\end{array}}\right)\left({\begin{array}{c}M'_{x}\\M'_{y}\\M'_{z}\end{array}}\right)+\left({\begin{array}{c}0\\0\\{\frac {M_{0}}{T_{1}}}\end{array}}\right).}
Тут 
{\displaystyle M_{xy}'(t)=e^{+i\Omega t}M_{xy}(t)=M_{x}'+iM_{y}'\,}
{\displaystyle M_{z}'(t)=M_{z}(t).}
{\displaystyle \Omega } - частота обертання системи відліку, що в особливо зручному випадку дорівнює ларморовій частоті {\displaystyle \omega _{0}=\gamma B_{0}.}

## Виноски
1. ↑  F Bloch, Nuclear Induction, Physical Review 70, 460-473 (1946)